# Bruce Boudreau
Bruce Allan Boudreau (* 9. Januar 1955 in Toronto, Ontario) ist ein ehemaliger kanadischer Eishockeyspieler (Center) und derzeitiger -trainer, der von 1977 bis 1984 für die Toronto Maple Leafs und Chicago Black Hawks in der National Hockey League (NHL), für die Minnesota Fighting Saints in der World Hockey Association und für den ECD Iserlohn in der Eishockey-Bundesliga spielte. Zuletzt fungierte er bis Januar 2023 als Cheftrainer der Vancouver Canucks. Zuvor war er in der NHL bereits für die Washington Capitals (2007–2011), für die Anaheim Ducks (2011–2016) und Minnesota Wild (2016–2020) tätig und gewann dabei 2008 den Jack Adams Award als bester Trainer der Liga.

## Karriere

### Als Spieler
Boudreau spielte während seiner Juniorenzeit bei den Toronto Marlboros in der Ontario Hockey Association und gewann mit diesen 1972 und 1975 den Memorial Cup. Beim WHA Amateur Draft 1974 hatten ihn die Minnesota Fighting Saints in der ersten Runde an 14. Position ausgewählt. Ein Jahr später war er für den NHL Amateur Draft 1975 zugelassen und wurde von den Toronto Maple Leafs in der dritten Runde als 42. Spieler ausgewählt.
Obwohl er es bevorzugt hätte in Toronto zu bleiben, fand Boudreau keine Einigung mit den Maple Leafs und spielte in der Saison 1975/76 für die Minnesota Fighting Saints in der World Hockey Association. Ein Jahr später konnte er sich mit Toronto einigen, doch neben 15 NHL-Einsätzen in der Saison 1976/77 spielte er meist bei den Dallas Black Hawks in der Central Hockey League. Auch in den folgenden Jahren pendelte er zwischen NHL und Farmteam, das zwischenzeitlich die New Brunswick Hawks in der American Hockey League und die Cincinnati Tigers in der CHL waren. In der Saison 1982/83 spielte er für die St. Catharines Saints in der AHL und wurde für vier Playoff-Spiele in den Kader der Maple Leafs berufen. Hierbei erzielte er ein Tor.
Die Saison 1984/85 teilte er zwischen den Baltimore Skipjacks in der AHL und dem ECD Iserlohn in der deutschen Bundesliga. Es folgte ein Angebot aus der NHL von den Chicago Black Hawks, doch auch hier stand er meist im AHL-Farmteam bei den Nova Scotia Oilers. Seine beste Saison in der AHL spielte er 1987/88 bei den Springfield Indians, für die er mit 116 Punkten bester Scorer der Liga war. Weitere Stationen bis 1992 waren die AHL-Teams der Newmarket Saints und Adirondack Red Wings sowie in der International Hockey League die Phoenix Roadrunners und Fort Wayne Komets.

### Als Trainer

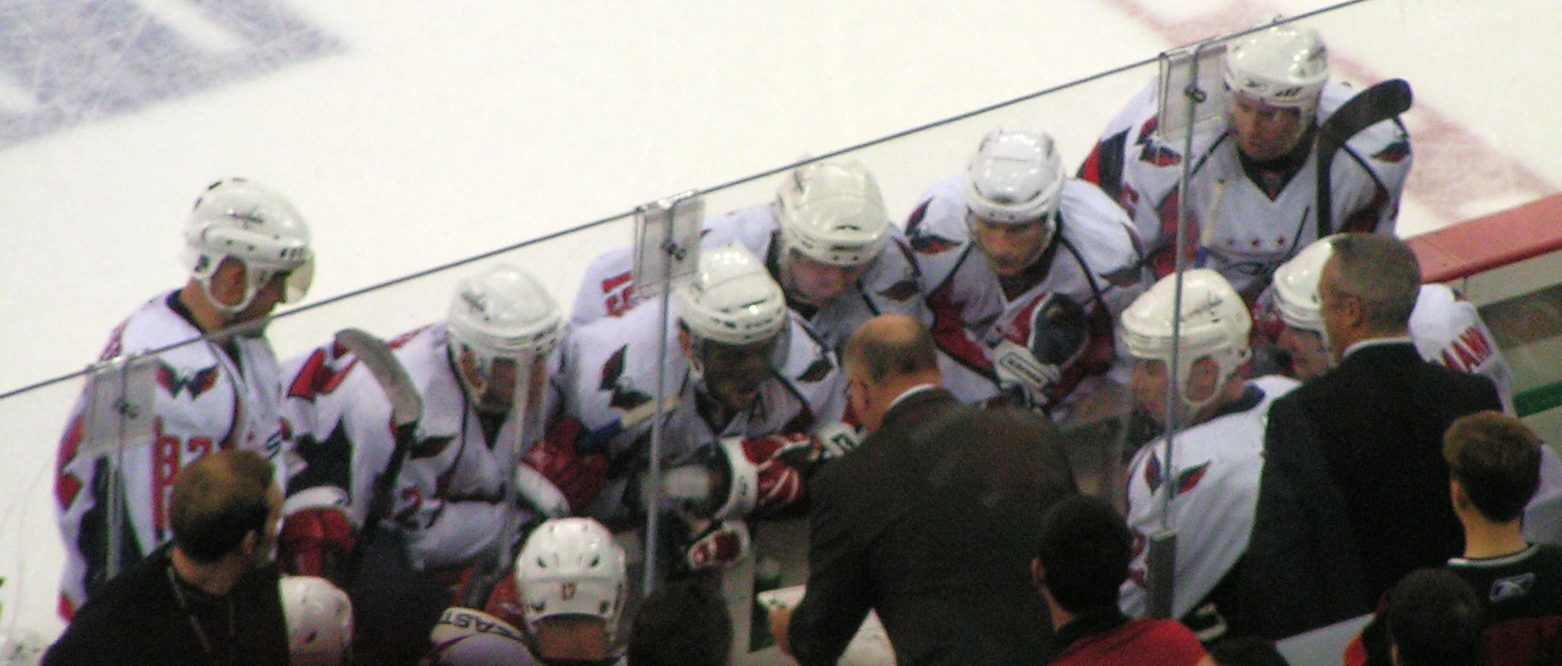
Die Capitals-Spieler hören auf die Anweisungen von Bruce Boudreau

Bereits in Fort Wayne hatte er als Spieler auch den Posten des Assistenztrainers übernommen. 1994 führte er das Team in die Finalserie, die jedoch verloren wurden. Nach einem Jahr als Assistenztrainer bei den San Francisco Spiders in der IHL übernahm er als Cheftrainer die Mississippi Sea Wolves in der East Coast Hockey League. Nachdem er in seinem dritten Jahr das Team zum Gewinn des Kelly Cup geführt hatte, wechselte in die AHL zu den Lowell Lock Monsters. Nach zwei Jahren übernahm er die Manchester Monarchs, bevor er ab 2005 die Hershey Bears trainierte. In der Saison 2005/06 führte er das Team zum Calder Cup. Im Laufe der Saison 2007/08 beförderten die Washington Capitals ihn vom Farmteam-Trainer in Hershey zum Cheftrainer ihres NHL-Teams bei dem Glen Hanlon wegen Erfolglosigkeit den Platz hatte räumen müssen.
2009 ehrte ihn die American Hockey League für seine Verdienste als Spieler und Trainer mit der Aufnahme in die AHL Hall of Fame.
Ende November 2011 wurde er als Cheftrainer der Washington Capitals durch Dale Hunter ersetzt. Die Capitals hatten von den 15 Spielen zuvor lediglich fünf gewonnen. Wenige Tage später verpflichteten ihn die Anaheim Ducks als Cheftrainer, nachdem die Kalifornier zuvor Randy Carlyle von seinen Aufgaben entbunden hatten. Boudreau wurde nach der aufgrund eines Lockouts verkürzt ausgetragenen Saison 2012/13 für den Jack Adams Award – diesen hatte er einmalig 2008 gewonnen – nominiert, welcher jährlich an denjenigen Trainer in der National Hockey League verliehen wird, der am meisten zum Erfolg seines Teams beigetragen hat. Die Nominierung begründete sich in der Tatsache, dass die Kalifornier 2013 zum zweiten Mal in ihrer Historie die Pacific Division gewannen und die erfolgreichste reguläre Saison ihrer Historie absolvierten; mit 66 Punkten in 48 Begegnungen belegten sie diesbezüglich ligaweit den dritten Rang.
Es folgten drei weitere Spielzeiten, in denen die Ducks die Pacific Division dominierten und jeweils deren ersten Platz belegten. In den Playoffs erreichte die Mannschaft jedoch nur einmal das Conference-Finale, sodass Boudreau nach einem erneuten Ausscheiden in der ersten Runde in den Playoffs 2016 von seinen Pflichten enthoben wurde. Er verließ das Team mit dem zu diesem Zeitpunkt besten Punkteschnitt aller Trainer von 64,8 %.
Nur wenige Tage später verpflichteten ihn die Minnesota Wild als neuen Cheftrainer, wo er auf Interimstrainer John Torchetti folgte. Gegen Ende der Saison 2017/18 feierte Boudreau im 837. Spiel seinen 500. Sieg in der NHL und war dabei in der Ligahistorie nach Scotty Bowman (825 Spiele) der zweitschnellste Trainer, der diesen Meilenstein erreichte.
Der Kanadier führte die Wild in seinen ersten beiden Jahren in die Playoffs, scheiterte jedoch jeweils in der ersten Runde. Nachdem die Mannschaft die post-season in der Spielzeit 2018/19 zum ersten Mal seit sechs Jahren verpasst hatte und auch die Saison 2019/20 durchwachsen verlaufen war, wurde er im Februar 2020 entlassen und durch seinen Assistenten Dean Evason ersetzt. Seine NHL-Karriere setzte Boudreau anschließend im Dezember 2021 fort, als er als Cheftrainer der Vancouver Canucks engagiert wurde und dabei die Nachfolge von Travis Green antrat. Sein Engagement in Vancouver endete jedoch bereits im Januar 2023, als er durch Rick Tocchet ersetzt wurde.

## Sportliche Erfolge
- Memorial Cup: 1973 und 1975
- Calder Cup: 1992 als Spieler; 2006 als Trainer
- Kelly Cup: 1999 als Trainer

### Persönliche Auszeichnungen
- OMJHL Second All-Star Team: 1974
- Eddie Powers Memorial Trophy: 1975
- CHL Second All-Star Team: 1982
- AHL First All-Star Team: 1988
- Fred T. Hunt Memorial Award: 1988
- John B. Sollenberger Trophy: 1988
- Commissioner’s Trophy: 1994
- Jack Adams Award: 2008